# Bardakçı, Tuşba
Bardakçı là một xã thuộc huyện Tuşba, tỉnh Van, Thổ Nhĩ Kỳ. Dân số thời điểm năm 2011 là 5.073 người.